# Байсеїтова Раушан Хатіятівна
Раушан Хатіятівна Байсеї́това (нар. 16 вересня 1947, Алмати) — казахська балерина і педагог. Вихованка та прийомна дочка співачки Куляш Байсеїтової.

## Біографія
Народилася 16 вересня 1947 року в місті Алмати (нині Казахстан). У 1966 році закінчила Московське хореографічне училище, після чого була прийнята до Казахського театру опери та балету імені Абая.
З 1992 року викладає в Алматинському хореографічному училищі.

## Творчість
Виконавиця партій:
- Юкі, Акканат («Хіросіма», «Легенда про білу птицю» Газізи Жубанової);
- Марія («Бахчисарайський фонтан» Бориса Асаф'єва);
- Гамзатті («Баядерка» Людвіга Мінкуса);
- Птахи щастя («Птах Щастя» Ігоря Стравінського);
- Баршагуль («Аксак кулан» Алмоса Серкебаєва);
- Чолпон, Баян («Кози Корпеш та Баян сулу» Євгена Брусиловського);
- Мати («Вічний вогонь» Серіка Єркинбекова);
- Одетта — Оділлія, Жізель, Аврора («Лебедине озеро» Петра Чайковського);
- Фрігія («Спартак» Арама Хачатуряна);

Виконувала національні танці в казахських операх та на естраді. Разом із групою казахських артистів гастролювала за кордоном.

## Відзнаки
- Лауреат Всесоюзного конкурсу артистів балету у Москві (1968);
- Народна артистка Казахської РСР з 1978 року;
- Державна премія Казахської РСР (1981; за роль Матері у балеті «Вічний вогонь»);
- Орден Кармет (2004; за заслуги перед державою, значний внесок у соціально-економічний та культурний розвиток країни, активну громадську діяльність)[1];
- Стипендія Першого Президента Республіки Казахстан — Єлбаси у сфері культури (2017)[2].